# Piccola Iliade
La Piccola Iliade (greco antico: Ἰλιὰς μικρά?, Iliàs mikrá; in latino Ilias parva) è un antico poema epico greco andato perduto. 

## Composizione e autore
Faceva parte del Ciclo Troiano, che raccontava in versi l'intera storia della guerra di Troia. Le vicende trattate dalla Piccola Iliade vengono cronologicamente dopo quelle dell'Etiopide e sono seguite dall'Iliou persis ("La caduta di Ilio"). La realizzazione delle Piccola Iliade è stata attribuita da fonti risalenti all'antichità a vari poeti diversi, tra i quali Lesche di Pirra, Cinetone di Sparta, Diodoro di Eritre ed anche lo stesso Omero. Il poema si componeva di quattro libri scritti in esametri dattilici.
La Piccola Iliade fu probabilmente composta nella seconda metà del VII secolo a.C., ma non esistono certezze in merito. Fonti antiche collocano Lesche nel VII secolo a.C. ma è tipico degli scrittori dell'epoca sostenere che gli antichi poeti siano vissuti molto prima di quanto non corrisponda alla realtà.

## Struttura
La Piccola Iliade è uno dei poemi del Ciclo Troiano di cui restano maggiori testimonianze: sopravvivono infatti quasi trenta versi del testo originale. Nonostante questo, per conoscerne la trama dipendiamo quasi completamente da un riassunto del Ciclo Troiano contenuto nella  Crestomazia scritta da un oscuro Proclo (che forse potrebbe essere identificato con il grammatico del II secolo Eutichio Proclo). Anche altre fonti forniscono comunque indicazioni sull'intreccio del poema.
Il poema si apre con la decisione da prendersi riguardo alle armi di Achille, che sono contese da due tra i più grandi eroi greci: la contesa è tra Aiace Telamonio ed Odisseo, che hanno recuperato il corpo di Achille dal campo di battaglia. Grazie all'aiuto di Atena, le armi vanno ad Odisseo. Aiace, impazzito dalla rabbia, massacra un gregge di pecore credendole dei guerrieri, e una volta rinsavito, si uccide per la vergogna.
Odisseo tende un agguato all'indovino troiano Eleno, e quest'ultimo, ormai prigioniero, fa delle profezie che trattano le condizioni che devono verificarsi perché i Greci riescano a conquistare Troia. Seguendo queste profezie, Odisseo e Diomede vanno a Lemnos a riprendere l'eroe Filottete, che è stato guarito dalle sue ferite da Macaone. Questi combatte poi un duello contro Paride e lo uccide. 
Dopo la morte di Paride sua moglie Elena sposa Deifobo, fratello di Ettore. 
Odisseo conduce il figlio di Achille, Neottolemo, a Troia e gli dà le armi del padre, di cui gli appare lo spettro che lo assiste. Durante una battaglia, Euripilo, alleato dei Troiani, viene affrontato e ucciso da Nettolemo. 
Odisseo si introduce a Troia travestito da mendicante, e dopo essersi fatto riconoscere da Elena, che però mantiene il segreto, ritorna al campo uccidendo alcuni troiani lungo la strada e portando con sé il Palladio rubato.
Dietro suggerimento della dea Atena, il guerriero greco Epeo costruisce il cavallo di legno, dove si nasconderanno i migliori guerrieri greci. Gli achei danno quindi fuoco al loro accampamento e si ritirano sulla vicina isola di Tenedo. I Troiani, credendo che i Greci se ne siano andati per davvero, aprono una breccia nelle mura della città per portare all'interno il cavallo e celebrare la loro apparente vittoria.
Sembra che l'uscita dei Greci dal cavallo e la distruzione di Troia non siano trattati dalla Piccola Iliade, ma dall'Iliou persis. Nondimeno, un ampio frammento attribuito con sicurezza alla Piccola Iliade descrive come Neottolemo faccia prigioniera la moglie di Ettore, Andromaca, e uccida il loro bambino Astianatte lanciandolo giù dalle mura della città.